# Guttenberg
|  | Per a altres significats, vegeu «Guttenberg (Iowa)». |

Guttenberg és una població dels Estats Units a l'estat de Nova Jersey. Segons el cens del 2007 tenia 10.601 habitants.

## Demografia
Segons el cens del 2000, Guttenberg tenia 10.807 habitants, 4.493 habitatges, i 2.619 famílies. La densitat de població era de 21.961,1 habitants/km².
Dels 4.493 habitatges en un 27,8% hi vivien nens de menys de 18 anys, en un 40,3% hi vivien parelles casades, en un 13% dones solteres, i en un 41,7% no eren unitats familiars. En el 35,1% dels habitatges hi vivien persones soles el 10% de les quals corresponia a persones de 65 anys o més que vivien soles. El nombre mitjà de persones vivint en cada habitatge era de 2,38 i el nombre mitjà de persones que vivien en cada família era de 3,13.
Per edats la població es repartia de la següent manera: un 21,2% tenia menys de 18 anys, un 8,7% entre 18 i 24, un 36,9% entre 25 i 44, un 21,4% de 45 a 60 i un 11,8% 65 anys o més.
L'edat mediana era de 36 anys. Per cada 100 dones de 18 o més anys hi havia 90,6 homes.
La renda mediana per habitatge era de 44.515$ i la renda mediana per família de 47.440 $. Els homes tenien una renda mediana de 38.628 $ mentre que les dones 33.154 $. La renda per capita de la població era de 27.931 $. Aproximadament l'11,1% de les famílies i el 13% de la població estaven per davall del llindar de pobresa.

## Poblacions properes
El següent diagrama mostra les poblacions més properes.